# Barnet (bydel)
 For alternative betydninger, se Barnet. (Se også artikler, som begynder med Barnet)
Barnet

Vist i Greater London
| Status                | Bydel i London                         |
| Areal:                | 86,74 km²                              |
| Befolkning:           | 320.384 (2002)                         |
| Befolkningstæthed:    | 3694 pr. km²                           |
| ONS-kode:             | 00AC                                   |
| Adm. center:          | North London Business Park (Southgate) |
| Adm. grevskab:        | Greater London                         |
| Ceremonielt grevskab: | Greater London                         |
|                       |                                        |
| Region:               | Greater London                         |
|                       |                                        |

Barnet (officielt: The London Borough of Barnet) er en bydel i den nordlige del af det ydre London. Den blev oprettet i 1965, da kredsene Finchley, Hendon og Friern Barnet i Middlesex samt East Barnet og Barnet i Hertfordshire blev slået sammen og lagt under Greater London.

## Steder i Barnet
- Arkley
- Barnet, Brunswick Park, Burnt Oak
- Childs Hill, Chipping Barnet, Cricklewood, Church End Finchley, Cockfosters, Colindale, Colney Hatch
- East Barnet, East Finchley, Edgware
- Finchley, Friern Barnet
- Golders Green
- Hadley, Hampstead Garden Suburb, Hendon, High Barnet, Holders Hill
- Mill Hill, Monken Hadley
- New Barnet, New Southgate, North Finchley
- Oakleigh Park, Osidge
- The Hyde, Totteridge
- Whetstone

## Eksternt link
- Wikimedia Commons har flere filer relateret til Barnet

51°37′31″N 0°09′11″V / 51.6253°N 0.1531°V